# Малая Меженка (река)
Малая Меженка (Меженка) — река в России, протекает по Россошанскому району Воронежской области. Левый приток реки Чёрная Калитва.

## География
Река Малая Меженка берёт начало у села Алейниково. Течёт на юг по открытой местности. Устье реки находится у села Евстратовка в 32 км по левому берегу реки Чёрная Калитва. Длина реки составляет 28 км, площадь водосборного бассейна — 170 км².

## Данные водного реестра
По данным государственного водного реестра России относится к Донскому бассейновому округу, водохозяйственный участок реки — Дон от города Павловск и до устья реки Хопёр, без реки Подгорная, речной подбассейн реки — бассейны притоков Дона до впадения Хопра. Речной бассейн реки — Дон (российская часть бассейна).
Код объекта в государственном водном реестре — 05010101212107000004546.